# Iglesia Eagle Brook
La Iglesia Eagle Brook (en inglés: Eagle Brook Church) es una megaiglesia bautista multisitio con sede en Centerville (Minnesota), Estados Unidos. Ella está afiliada a Converge. Tiene 8 campus en el área de Minneapolis-Saint Paul. Su líder es el pastor Jason Strand. En 2024, la asistencia es de 25,400 personas.

## Historia
La iglesia fue fundada en 1948 como un grupo de estudio bíblico en casa llamado Misión Bautista Betania, luego Primera Iglesia Bautista, dirigida por Sam y Ethel Hane en White Bear Lake (Minnesota). En 1991 Bob Merritt se convirtió en el pastor principal de la iglesia de 300 miembros. En 1995, la iglesia pasó a llamarse Eagle Brook Church. En 2005, hizo la dedicación de un nuevo edificio en Lino Lakes (Minnesota) que incluía un auditorio de 2.100 asientos, con un cafetería y una librería. A partir de 2019, había abierto 8 campus en diferentes ciudades en el área de Minneapolis-Saint Paul. En 2020, Jason Strand se convirtió en el pastor principal de la iglesia.
Según un censo de la iglesia publicado en 2024, dijo que tenía una asistencia semanal de 25,400 personas y 9 campus en diferentes ciudades.

## Creencias
La Iglesia tiene una confesión de fe bautista y es miembra de Converge.